# クレオパトラD.C.
『クレオパトラD.C.』（クレオパトラディーシー、Cleopatra D.C.）は、新谷かおるによる日本の漫画、およびそれを原作としたOVA作品である。

## 概要
本作は、『コミックバーガー』（スコラ社）1986年1号（創刊号）から1991年まで連載された。単行本は全8巻、復刻版（バーガーSCワイド版）と文庫版（スコラ漫画文庫シリーズ版、MFコミックス版）は全6巻が刊行されている。16歳の若さでコングロマリットの総帥に就任した少女、クレオパトラ・コーンズの活躍と成長を描く。本作では原子力事故・日米貿易摩擦・セラミックス開発競争・グラスノスチ・公害とバイオレメディエーションなど、当時の政治・経済状況をうかがわせる話題が多く扱われており、最終エピソードでは勃発した湾岸戦争に対処するために旅立つ場面も描かれた。

## あらすじ
アメリカの巨大コングロマリット「コーンズ」の創業者、アーサー・G・コーンズの奇妙な遺言により、その莫大な財産と会長職を相続したスラム育ちの少女、クレオことクレオパトラ・バートン。クレオパトラ・コーンズとなった彼女は、補佐役のスエンら「フォーカード」と共に世界を駆け巡り、国際社会を揺るがす陰謀や家族の問題など様々な事件を解決し、人々との絆を深めてゆく。

## 重要な設定・用語
D.C.
1. コーンズを“アメリカ合衆国のもうひとつの首都”と考え言い習わされた呼称。アメリカの首都名称“ワシントンD.C.”にちなむ。
2. コーンズ会長の非常大権。緊急事態の発生に臨み、傘下のすべての企業・団体、及び4軍を含むすべての合衆国政府機関に対し、会長自ら最優先の直接命令を下す（政府機関を動かすことは大統領に承認されている）という“Direct Control”の略。なお、D.C.は最高重役4人のうち2人以上（「リトル・サクスィーダー」以降は最高重役5人のうち3人以上）の賛成が無ければ発動できない。

フォーカード（4枚の切り札）
創業者であるアーサー・G・コーンズが、その晩年にコーンズの舵取りをまかせた4人の特別取締役。コーンズの経営戦略を決定するシンクタンクを構成し、鉄鋼・造船・電気・石油・化学・自動車・航空機を始めとする広範囲の事業を取り仕切っている。
アーサーの死後は遺言の執行を最後に解散・退職する予定であったが、クレオパトラとの出会いを経て、ビジネスではなく“趣味で”クレオと関わり続けるために全員がコーンズに留まる。
4人とも卓越した経営手腕を有すると同時に健全な価値観とバランス感覚を持った理想的なスタッフとして描かれており、クレオを娘や妹のように愛している。
なお、「リトル・サクスィーダー」以降はティナもフォーカードと同待遇で扱われる様になった。
スレイダーグループ
実体のない闇の組織。多くの企業体が密かに参加していると言われ、麻薬・人身売買・戦争勃発の画策など、利益のためには手段を選ばない。コーンズを「陽」、スレイダーを「陰」と例えられることもあり、作中でしばしばクレオ達と敵対することになる。また、コーンズ内部にもスレイダーに内通する者が少なからず存在している。

## 登場人物
※声優は後述するOVA版のものである。

### コーンズ・グループ
クレオパトラ・コーンズ（クレオパトラ・バートン）
声 - 川村万梨阿
本作の主人公（ヒロイン）。金髪・碧眼の黒人（数世代にわたる混血）で、抜群のスタイルを持つ16歳の美少女。愛称はクレオで、出生名はクレオパトラ・バートン。2歳の時に旅芸人だった両親と死別し13歳まで孤児院で育てられた後、ニューヨークのスラム街で地下鉄の建設作業員の仕事に就き生計を立てていた。アーサー・G・コーンズの遺言により、彼が一代で築いた全財産と、アメリカはおろか全世界の政治経済に大きな影響力を持つ、巨大コングロマリットの経営権を相続する。お転婆ながら心優しく情に篤い性格で、人間の善意を信じている。また同時に、危機に直面しても臆することのない勇気と、必要とあらば駆け引きも弄するしたたかさをあわせ持ち、様々な事件に立ち向かっていく。
スエン・アンダーソン
声 - 鶴ひろみ
フォーカードの1人で、ソルボンヌ大学卒。ドレスもビジネススーツも優雅に着こなす知的でセクシーな美女。“趣味で”クレオをトップレディにするためコーンズに留まった。クレオの秘書として常に行動を共にしており、時には行き過ぎた行動を取るクレオを押さえる役割も果たすが、状況によってはクレオのおてんばに悩まされることもある。
ショーティ・マーベリック
声 - 田中秀幸
フォーカードの1人で最古参。ハーバード大学卒。風貌・言動とも典型的な若きエリートビジネスマン。クレオ曰く「わりとシブイ二枚目」。“趣味で”クレオに経営を教えるためにコーンズに留まった。離婚歴や恩師との確執など、4人の中ではその私生活が最も語られた。
エリック・シュレイダー
声 - 速水奨
フォーカードの1人で、オックスフォード大学卒。金髪を長く伸ばした美青年。ハッキング等を含む情報処理の天才でコーンズのコンピュータシステムを自在に操る。“趣味で”クレオに法律を教えるためにコーンズに留まった。
ナッキー（夏木）
声 - 難波圭一
フォーカードの1人で、MIT卒の日本人。技術開発関係のプロジェクトを指導することが多く、車両・航空機の操縦にも長けている。4人の中で最も行動的な性格（エリック曰く「まだ子供」）で波長が合うためか、クレオの遊び相手（お守り役）となることも多い。荒事に馴れているようで、フォーカードの中では戦闘要員的な存在でもある（エリック曰く、「朝に会社をクビになっても昼飯前には銀行強盗になれる素質がある」）。理系ゆえに、クレオと出会った時には「“趣味で”何を教えりゃいいんだ」とぼやく一面も見られた。
ティナ・バダム
声 - 光野栄里（FORTUNE 3は「原えりこ」名義）
「クリスタル・ファラオ」より登場。清楚な雰囲気を持つ黒髪の美少女。クレオより2歳年上。唯一の肉親である兄が非業の最期を遂げ、自身も謎の一味に拉致されかけた所をクレオ達に救われる。事件解決後は天涯孤独の身となったが、クレオから友人として迎えられ、彼女と共にコーンズ本社ビル内の3LDKで生活しながら、アルバイトの秘書として働いていた。驚異的な記憶力の持ち主で、スエン曰く「うかうかしてると秘書の座が危ない」と言わしめるほどの有能さを発揮する。「リトル・サクスィーダー」以降はクレオの会長権限発動とスエンの承認を経て、フォーカードと同待遇の重役に就任した。奥手な性格で、ムスリムであることを理由に派手な振る舞いを避けていた。しかし実際にはクリスチャンであり「女の子にとって何かと都合がいい」ための嘘だったというちゃっかりした一面も持つ。
アーサー・G・コーンズ
作中では故人。貧しい炭鉱夫から一代で巨大なコングロマリット「コーンズ」を築き上げた。組織が巨大化すると共に表面に出ることを避けるようになり、“第2のハワード・ヒューズ”とも呼ばれた。配偶者や子供・親族はおらず、生涯独身であった。フォーカードの面々とは臨終の床で初めて直接面会し「ニューヨークの地下で働き、自身が炭鉱夫として働いていたときと同じ“455番”を付けている者に、全財産とコーンズの経営権を相続させる」との遺言を遺した。
レックス・チャンバー
「ライジング・コネクション」に登場。コーンズ・グループのG・F（グロリア・フーズ）の副社長で「食品業界のアイアコッカ」と呼ばれるほど経営とバイオ・テクオロジー手腕に長けているが、極めて野心的な性格でスレイダーグループとも関わりを持っている。自身が画策した「ライジング計画」を実行して日本の米市場を崩壊させようとしたが、クレオによって阻止される。全てが露呈した結果、G・F副社長の座を解任されるも、クレオの計らいにより、バイオ研究所の所長として、公害や毒性土に対処する事業を任される。スレイダーグループと関わりを持つ者たちの中で、改心した数少ない人物である。

### スレイダー・グループ
Dr.ランドル
声 - 丸山詠二
「クリスタル・ファラオ」他に登場。スレイダーグループと深い関わりを持つ人物で、ショーティの恩師でもある。元・ハーバード大学の政治・経済学博士で、かつてコーンズの特別顧問を務めていた。その立場を利用し、ショーティを含む自分の門下生をコーンズの系列会社に送り込み、コーンズ乗っ取りを計画するも、自身が送り込んだショーティによって計画は阻止され、特別顧問の座を追われたという過去がある。クレオたちの敵対者ではあるが、独自の美学を持ち、自分の意に沿わないプロジェクトの情報をクレオ達に流したりすることもある。
謎の女
声 - 榊原良子
OVA版を通して登場するスレイダー・グループのエージェント。Dr.ランドルの秘書的役割や、身分を偽っての潜入工作なども行う。冷酷だが、後述するセーラの卵子提供者で、セーラの生存を知りつつ、これを見逃す。
カーツ大佐
声 - 屋良有作
OVA版を通して登場するスレイダー・グループの実行部隊指揮官。1話で片腕を失った事をのぞいて、シリーズを通して、何度も危機的状況から生還した無類のタフネス。クレオから軍曹やら三等兵呼ばわりされ、そのたびに「俺は大佐だ」と反論する大人げない面がある。

### その他
ビルギッタ・マーシー
「クリスタル・ファラオ」他に登場。ショーティーの元妻で、当初はスレイダーグループと関わりを持っていた。その際はショーティとの離婚原因がクレオにあると思い込み、クレオを射殺しようとした。クレオ曰く「すごい美人」。女好きで道楽者の父に代わって傾きかけた実家を独りで支えているため気丈に振舞っているが、心の底ではショーティを愛し続けており、ショーティと再会した後は関係を修復している。
マリアン・プレスコット
「リトル・サクスィーダー」他に登場。ある事情から”ポーレット・ノーラン”と名乗り、コーンズの会長の座を狙う。10歳ながらもIQ300の天才少女で、死亡した実の両親から投資や会社経営に関する経済知識を授けられている。実は著名なチェスプレイヤーでもあり、時に株の売買による敵対的M&Aに対する攻防をチェスに例えて解説する事もある。当初は勝気で高慢な態度だったため、ショーティ、エリック、スエンからそれぞれ「悪魔の子」「Oメン」「ダミアン」と罵られていた。事件解決後は、彼女にとって母親のような存在となったマーニーが救命されたこともあって素直さを取り戻している。その後、ビルギッタの父が、マーニーの女性的な魅力とマリアンの経営の才能にほれ込み、マーニーを後妻に、マリアンを養女に迎えたため、二人は正式な母子となった。才能を生かしてマーシー家の経営再建を手掛け、また、コーンズの危機にも助力してDr.ランドルに「クイーン（クレオパトラ）のほかにプリンセスもいたか」と評された。後に、新谷の同人作品である砂の薔薇TUGシリーズ「ホーリーナイト」にも登場。同作ではコーンズ・グループ全体の外部投資顧問の任も務めているとされている。
セーラ
声 - 横山智佐
OVA版「パンドラの匣（はこ）」に登場する記憶喪失の少女。普段は無口で感情を表に出さず、容姿はマリアンに似ている。クレオとは休暇中に訪れたニースで出会う。その正体はスレイダーグループのオリエガ将軍が創り出した人工生命体の超能力者であったが、徐々にクレオと心を通わせ感情を表すようになり、最終的にクレオ達に保護されてありのままの少女として生きることを選んだ。

## エピソードリスト
全95話（FORTUNE 1～95と表記）で、15のエピソードから構成される。
- アポロンの雷（FORTUNE 1）
- ジャック・ザ・リパー（FORTUNE 2～3）
- パイナップル・クライシス!!（FORTUNE 4～6）
- マイ・フェア・レディ455（FORTUNE 7）
- クリスタル・ファラオ（FORTUNE 8～18）
- ライジング・コネクション（FORTUNE 19～26）
- ダーク・クロイツェル（FORTUNE 27～35）
- ヘル・ハウス（FORTUNE 36）
- ホリディ・イン（FORTUNE 37～44）
- マンハッタン・デート（FORTUNE 45）
- リトル・サクスィーダー（FORTUNE 46～55）
- あなたとラスト・ダンス（FORTUNE 56）
- Cyber Blue（FORTUNE 57～64）
- マンハッタン・ジェミニ（FORTUNE 65～80）
- メイドインN.Y.（FORTUNE 81～95）

## 出版物
- CLEOPATRA D.C.（イラスト集）
- ホーリーナイト（砂の薔薇TUGシリーズ第3弾）

## OVA版
「東映VANIME」レーベルで全3巻のOVAシリーズが1989年から1991年に東映ビデオから発売され、2008年5月21日にはOVA全巻を収録した「クレオパトラD.C. コンプリートDVD」も発売された。「FORTUNE 1」と「FORTUNE 2」は原作のエピソードを基にしているが、「FORTUNE 3」はオリジナルストーリーとなっている（但し、設定の一部は「リトル・サクスィーダー」との共通点が見られる）。

### サブタイトル
- FORTUNE 1 「アポロンの雷（いかずち）」
- FORTUNE 2 「クリスタル・ファラオ」
- FORTUNE 3 「パンドラの匣（はこ）」

### スタッフ
- 原作 - 新谷かおる
- 監督 - 吉永尚之（FORTUNE 1、2）、江幡宏之（FORTUNE 3）
- 脚本 - 富田祐弘（FORTUNE 1）、新谷かおる（FORTUNE 2、3）
- キャラクターデザイン - 結城信輝、藤川太（FORTUNE 3）、山沢実（FORTUNE 3）
- メカニックデザイン・メカ作画監督 - 宍戸聡（FORTUNE 1、2）
- 機械類設定・機械類&エフェクト作画監督 - 稲垣賢吾（FORTUNE 3）
- 作画監督 - 藤川太（FORTUNE 1、3）、青木哲郎（FORTUNE 2）、山沢実（FORTUNE 3）
- 演出 - 青木康直（FORTUNE 2）
- 美術監督 - 阿部行夫（FORTUNE 1）、新井寅雄（FORTUNE 2）、古宮陽子（FORTUNE 3）
- 撮影監督 - 森口洋輔（FORTUNE 1、2）、小澤次雄（FORTUNE 3）
- 音楽 - 鈴木宏昌、伊藤信雄（FORTUNE 3）
- 音響監督 - 渡辺淳
- 制作プロデューサー - 阿部榮滋（FORTUNE 1、2）、阿部倫久（FORTUNE 3）
- プロデューサー - 加藤和夫、藤家和正
- アニメーション制作 - J.C.STAFF
- 制作 - エイジェント21（FORTUNE 1、2）
- 製作 - 東映ビデオ、エイジェント21

### 主題歌
「One Very Special Girl」（FORTUNE 1）
作詞：Diane Silverthon / 作・編曲：鈴木宏昌 / 唄：須貝吏延（東芝EMI）
「Someone Who'd Care」（FORTUNE 2）
作詞：Diane Silverthon / 作・編曲：鈴木宏昌 / 唄：大妻ひとみ（東芝EMI）
「うちにかえろう」（FORTUNE 3）
作詞：安藤芳彦 / 作曲：Keiko Terada / 唄：SHOW-YA（東芝EMI）